# Quý Do
Đại hãn Quý Do (tiếng Mông Cổ:  Гүюг хаан, Güyük qaγan; chữ Hán: 貴由; 1206 - 1248) là Khả hãn thứ ba của Đế quốc Mông Cổ, trị vì từ năm 1246 - 1248. Sau này khi người em họ Hốt Tất Liệt thống nhất Trung Hoa, lập ra nhà Nguyên, đã truy thụy hiệu cho Quý Do là Nguyên Định Tông.

## Cuộc đời
Cha của Quý Do là Khả hãn Oa Khoát Đài, Khả hãn thứ hai của Đế quốc Mông Cổ. Mẹ của Quý Do là Khả đôn Töregene (phiên âm Hán: 昭慈皇, Nãi Mã Chân), người bộ tộc Naiman.
Từ nhỏ, Quý Do theo ông và cha trong các chiến dịch phạt Kim. Năm 1233, Quý Do lập chiến công tiêu diệt quốc gia Đông Chân (sử Trung Quốc chép là "Đông Hạ") của Bô Tiền Vạn Nô (Puxian Wannu) chỉ trong một thời gian ngắn. Từ năm 1236 - 1241, Quý Do tham gia vào cuộc xâm được nước Nga và Tây chinh châu Âu cùng với những hoàng tử Mông Cổ khác, gồm cả người anh họ Bạt Đô và người anh em cùng cha khác mẹ Khadan (phiên âm Hán: 合丹, Cáp Đan). Tuy nhiên, trong những chiến dịch này, giữa Quý Do và Bạt Đô đã nảy sinh những bất hòa không thể hàn gắn, dẫn đến việc Đế quốc Mông Cổ không còn có thể mở rộng về phía Tây.
Vợ của Quý Do, Oghul Qaimish (phiên âm Hán: 欽淑皇, Hải Mê Thất), thuộc một bộ tộc Mông Cổ, Merkit, từng nổi dậy chống lại Thành Cát Tư Hãn vào khoảng những năm 1216-1219, được gả cho Quý Do như một chiến lợi phẩm theo truyền thống Mông Cổ. Sau cái chết của Đà Lôi, Oa Khoát Đài từng đề nghị vợ của Đà Lôi là Sorghaghtani (phiên âm Hán: 唆魯禾帖尼, Toa Lỗ Hòa Thiếp Ni) hãy cưới Quý Do nhưng Sorghaghtani đã từ chối.

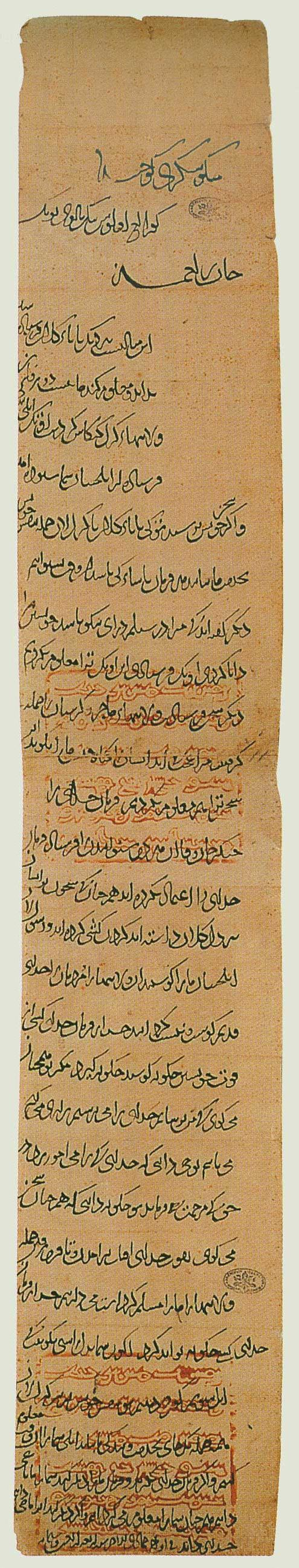
Lá thư của Khả hãn Quý Do gửi Giáo hoàng Innôcentê IV năm 1246.

Tháng 11 năm 1241, Oa Khoát Đài chết, để lại di mệnh lập cháu mình là Shiremun (phiên âm Hán: 失烈门, Thất Liệt Môn). Tuy nhiên, vợ của Oa Khoát Đài là Khả đôn Töregene kịch liệt phản đối, đề nghị lập con mình là Quý Do kế vị. Hội nghị tan vỡ vì không đạt được ý kiến thống nhất. Dù không đạt được mục đích, với sự hậu thuẫn của Sát Hợp Đài, Töregene tuyên bố nắm quyền nhiếp chính. Trong thời kỳ 6 năm Töregene nhiếp chính xưng chế (1242–1246), pháp kỉ hỗn loạn, các quý tộc Mông Cổ đánh giết lẫn nhau. Bạt Đô bỏ không tham gia đại hội Khố Lí Đài-Kurultai, còn Thiết Mộc Ca (Temüge) - em trai Thành Cát Tư Hãn - hợp quân để tranh ngôi vị Khả hãn. Trước tình hình đó, vợ góa của Đà Lôi là Sorghaghtani dẫn các con tham gia đại hội Kurultai, cùng với các quý tộc Mông Cổ, tôn Quý Do lên ngôi Khả hãn vào tháng 8 năm 1246.
Lễ đăng quang của Quý Do được tổ chức ngày 24 tháng 8 năm 1246 gần Karakorum, với sự tham gia của nhiều sứ thần ngoại quốc như các tu sĩ dòng Phanxicô, đại diện Giáo hoàng Innôcentê IV, Giovanni da Pian del Carpine; Đại công tước Moskva Yaroslav II Vladimir.... Tuy nhiên, là một tướng lĩnh có khả năng, nhưng lại yếu kém về chính trị, mặc dù lên ngôi ở tuổi trưởng thành, nhưng mọi việc triều chính, Quý Do vẫn phó mặc cho mẹ mình là Töregene điều hành cho đến khi bà qua đời vào cuối năm đó. Dưới sự điều hành cũng ông ta, tình hình chính trị xã hội của Đế quốc Mông Cổ vẫn không khá hơn thời mẹ ông ta làm nhiếp chính, dù ông ta có thay đổi một số chính sách sai lầm và bổ dụng những người có tài giữ các vị trí quan trọng.
Thay vào đó, Quý Do dồn tâm trí chuẩn bị các cuộc chiến mới, can thiệp ở Ba Tư, Triều Tiên, Thổ Phồn và Đông Âu. Năm 1248, ông yêu cầu Bạt Đô về Mông Cổ để triệu kiến, một động thái mà một số người đương thời cho đấy chỉ là cái cớ để bắt giữ Bạt Đô. Để đề phòng, Bạt Đô mang theo một đội quân lớn hộ vệ. Tuy nhiên, giao tranh không bao giờ có thể xảy ra khi mà Quý Do bị bệnh chết ngay trên đường vào tháng Ba (âm lịch), khi đi đến vùng tương ứng với huyện Qinggil thuộc địa khu Altay, Châu tự trị Ili, khu tự trị Tân Cương, Trung Quốc ngày nay. Khi đó Quý Do mới 42 tuổi.

## Tranh quyền kế vị
Sau khi Quý Do chết, vợ của ông ta là Khả đôn Oghul Qaimish lập tức nắm quyền nhiếp chính xưng chế, dự định lập Shiremun theo di mệnh của Oa Khoát Đài. Các vương tôn quý tộc Mông Cổ kịch liệt phản đối quyết định này. Thời kỳ nhiếp chính của Oghul Qaimish cũng hỗn loạn không kém thời Khả đôn Töregene. Một lần nữa, gia tộc Đà Lôi lại thể hiện vai trò. Vợ góa của Đà Lôi Sorghaghtani sai con trai trưởng Mông Kha triệu tập các thân vương quý tộc Mông Cổ tổ chức đại hội Kurultai trong vùng Bạt Đô cai quản vào tháng 10 năm 1250. Với sự hậu thuẫn đắc lực của Bạt Đô cùng uy tín của gia tộc Đà Lôi, cuối cùng Mông Kha được lập làm tân Khả hãn của Mông Cổ vào tháng 6 năm 1251.

## Gia quyến

### Thê thiếp
- Ô Ngột Nhân Hắc Mê Thất Hoàng hậu , Miệt Nhi Khất thị , theo hầu Quý Do trước khi ông trở thành Đại hãn , không rõ sinh mất.
- Đệ nhị Hoàng hậu không rõ họ;
- Hải Mê Thất Hoàng hậu , Oát Ngốt Lập thị (? - 1252) , Đệ tam Hoàng hậu. Người của bộ tộc Ngõa Lạt (瓦剌) , con gái thủ lĩnh Hốt Đô Cáp Biệt Khất (忽都合别乞) , hợp mưu ám sát Mông Kha thất bại , bị ném xuống sông chết đuối vào mùa hè năm 1252. Hốt Tất Liệt cho truy phong thụy hiệu Khâm Thục Hoàng hậu (钦淑皇后).
- Nãi Man Chân Hoàng hậu.

### Con cái

#### Con trai
1. Hốt Sát (忽察) , trưởng tử. Âm mưu chống lại Mông Kha thất bại , bị phạt đi lưu đày. Có con trai là Hoàn Giả Dã Bưu Can (完者也不干).
2. Não Hốt (腦忽) , nhị tử. Cùng anh trai âm mưu thất bại , bị phạt đi lưu đày , không có con cái.
3. Hòa Hốt (禾忽) , tam tử.

#### Con gái
1. Diệp Lý Mê Thất Công chúa , hạ giá Quân Bưu Hoa (君不花) của Uông Cổ bộ , con của Thủ lĩnh Bột Yêu Cáp (孛要合) , cháu trai của A Lạt Ngoạt Tai Dịch Cát Hốt Lý (阿剌兀思剔吉忽里) - Ngạch phò của Giám quốc công chúa A Lạt Hải Biệt Các (阿剌海别吉) - con gái thứ ba của Thành Cát Tư Hãn.
2. Ba Ba Cáp Nhĩ Công chúa , hạ giá Hỏa Thích Cáp Nhi Đích Cân (火赤哈儿的斤) , Thủ lĩnh khi ấy của Duy Ngô Nhĩ.